# خوسيه أنطونيو فيلانويفا
خوسيه أنطونيو فيلانويفا (بالإسبانية: José Antonio Villanueva Trinidad)‏ مواليد 3 فبراير 1979 في مدريد، هو دراج إسباني في صنف سباق الدراجات على الطريق. شارك في دورة الألعاب الأولمبية الصيفية.

## الميداليات
| الميدالية | المسابقة                               |
| --------- | -------------------------------------- |
| فضية      | بطولة العالم للدراجات على المضمار 2002 |
| فضية      | بطولة العالم للدراجات على المضمار 2004 |
| برونزية   | بطولة العالم للدراجات على المضمار 2000 |

## روابط خارجية
- خوسيه أنطونيو فيلانويفا على موقع أرشيف الدراجات (الإنجليزية)
- خوسيه أنطونيو فيلانويفا على موقع أوليمبيديا (الإنجليزية)